# Schloss Waldstein (Deutschfeistritz)

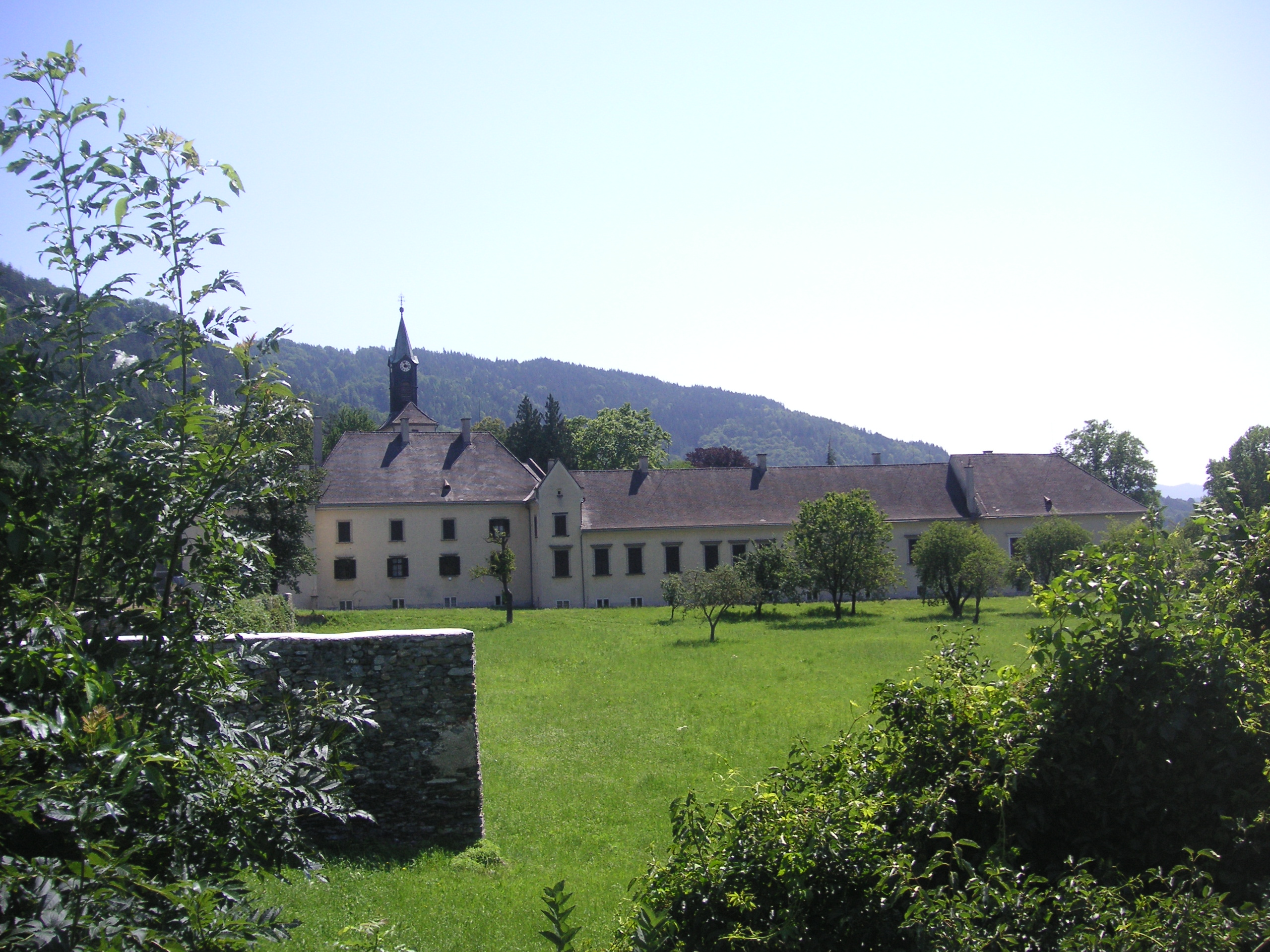
Schloss Waldstein

Schloss Waldstein ist ein in Deutschfeistritz in der Steiermark gelegenes Schloss. Es befindet sich im Besitz der Familienstiftung Prinz Heinrich Karl von Liechtenstein.

## Lage
Das Schloss liegt in der zu Deutschfeistritz gehörenden Katastralgemeinde Waldstein.

## Geschichte

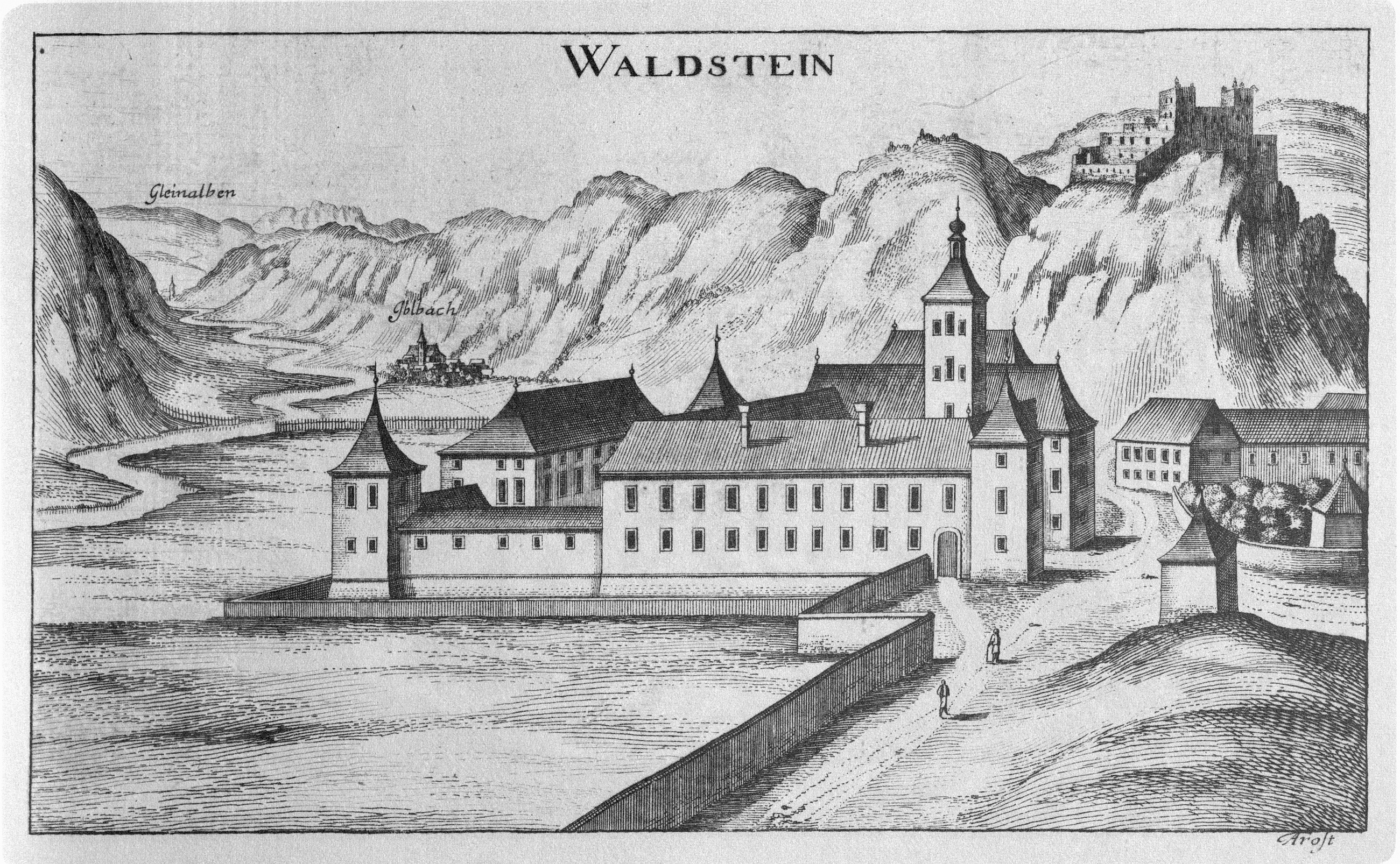
Schloss Waldstein (bei Vischer, 1681)

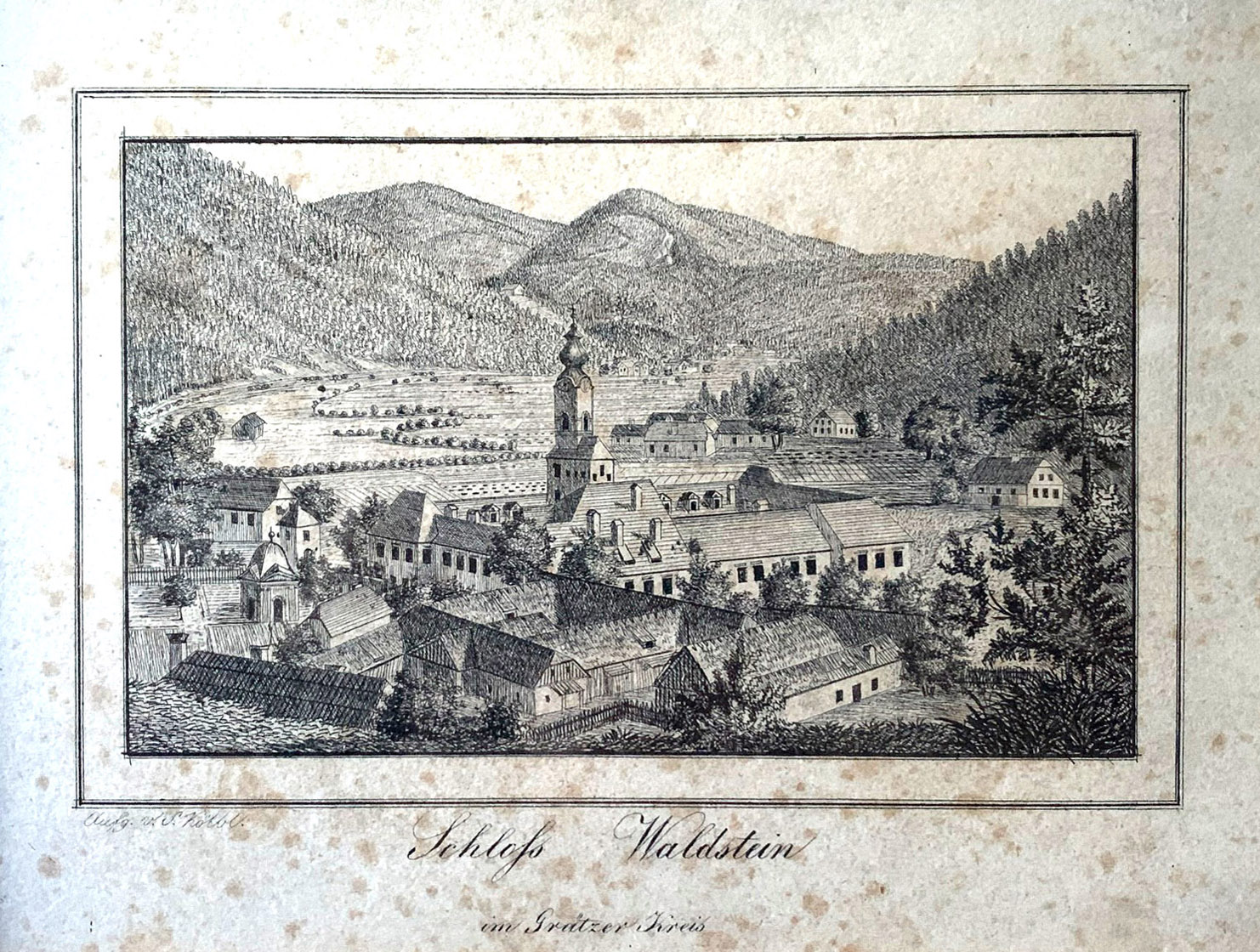
Idyllische Ansicht von Schloss Waldstein im 19. Jahrhundert – man sieht einen Turm mit Zwiebelhelm

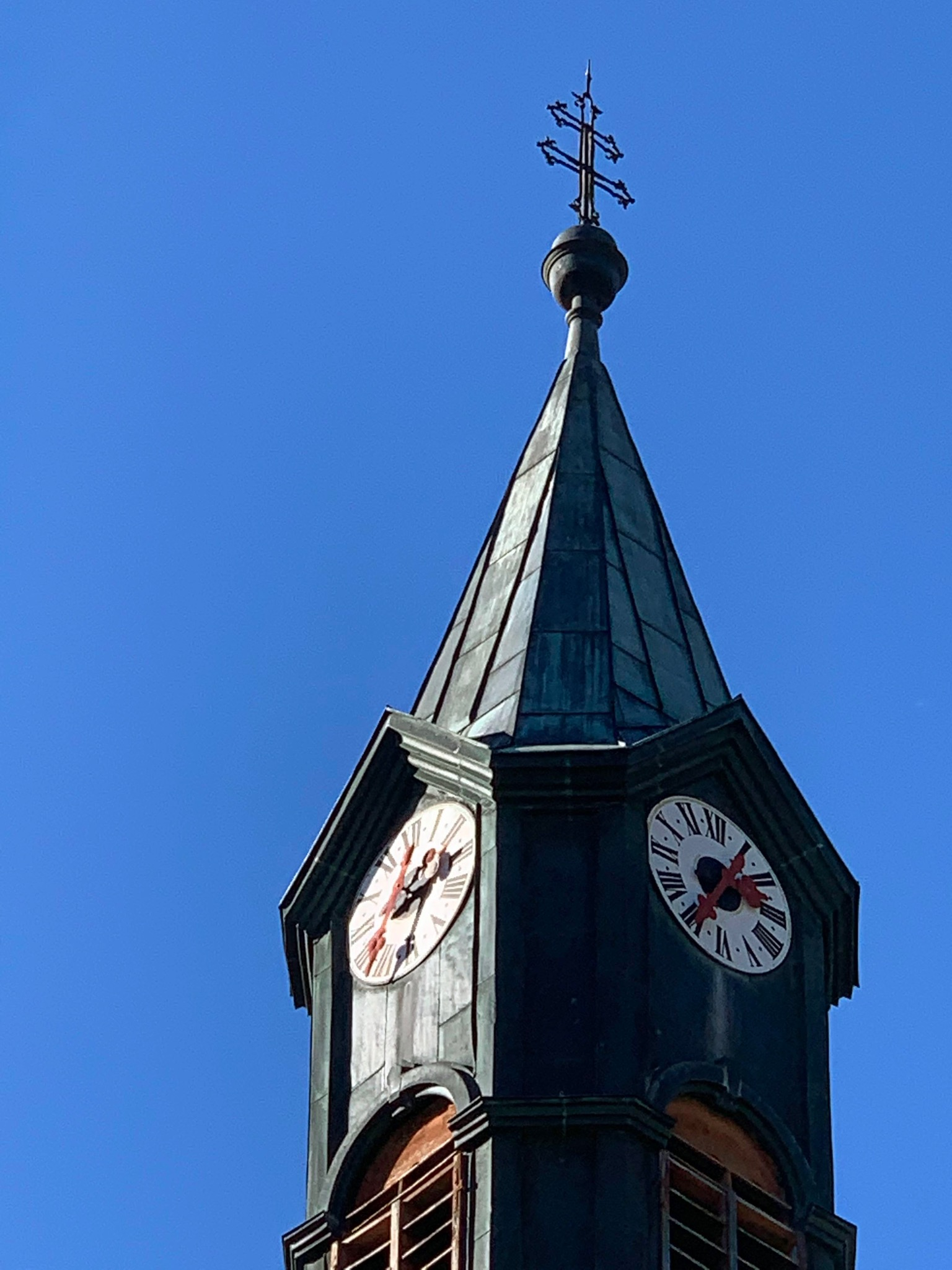
Dachreiter: Der barocke Zwiebelhelm wurde 1927 durch einen Spitzhelm mit Doppelkreuz ersetzt.

Bevor das Schloss errichtet war, wohnten die Eigentümer Waldsteins in der „Veste“, der heutigen Burgruine. Im 14. Jahrhundert war sie im Besitz Graf Hermanns I von Cilli. Nach 1363 scheint sie für kurze Zeit an den Bischof von Bamberg gekommen zu sein, der sie um 1425 gegen eine Festung im Lavanttal tauschte, die Graf Hermann II von Cilli gehörte. Bis 1436 blieb sie im Eigentum der Nachkommen der Grafen von Cilli. Um 1468 erwarb Ruprecht von Windischgraetz Waldstein. Im Kaufvertrag wird kein Gebäude an der Stelle des heutigen Schlosses erwähnt. Vermutlich begann er mit einem ersten Bau, den Pankraz von Windischgraetz laut einer Inschrift aus dem Jahr 1555 erweiterte. Fürst Hans Ulrich von Eggenberg erwarb die Herrschaft Waldstein von den Windischgraetz, die damals das Land verlassen mussten, weil sie evangelischen Glaubens waren. Fürst Johann Seyfried von Eggenberg († 1713, Schloss Waldstein) ergänzte die Anlage mit der Fertigstellung des Süd- und Ostflügels. 1730 ging die Herrschaft durch Kauf in den Besitz eines Zweiges der Grafen Dietrichstein, die die Schlosskapelle neu ausstatteten. Durch Heirat gelangte Schloss Waldstein 1910 ins Eigentum einer Linie der Prinzen von Liechtenstein.

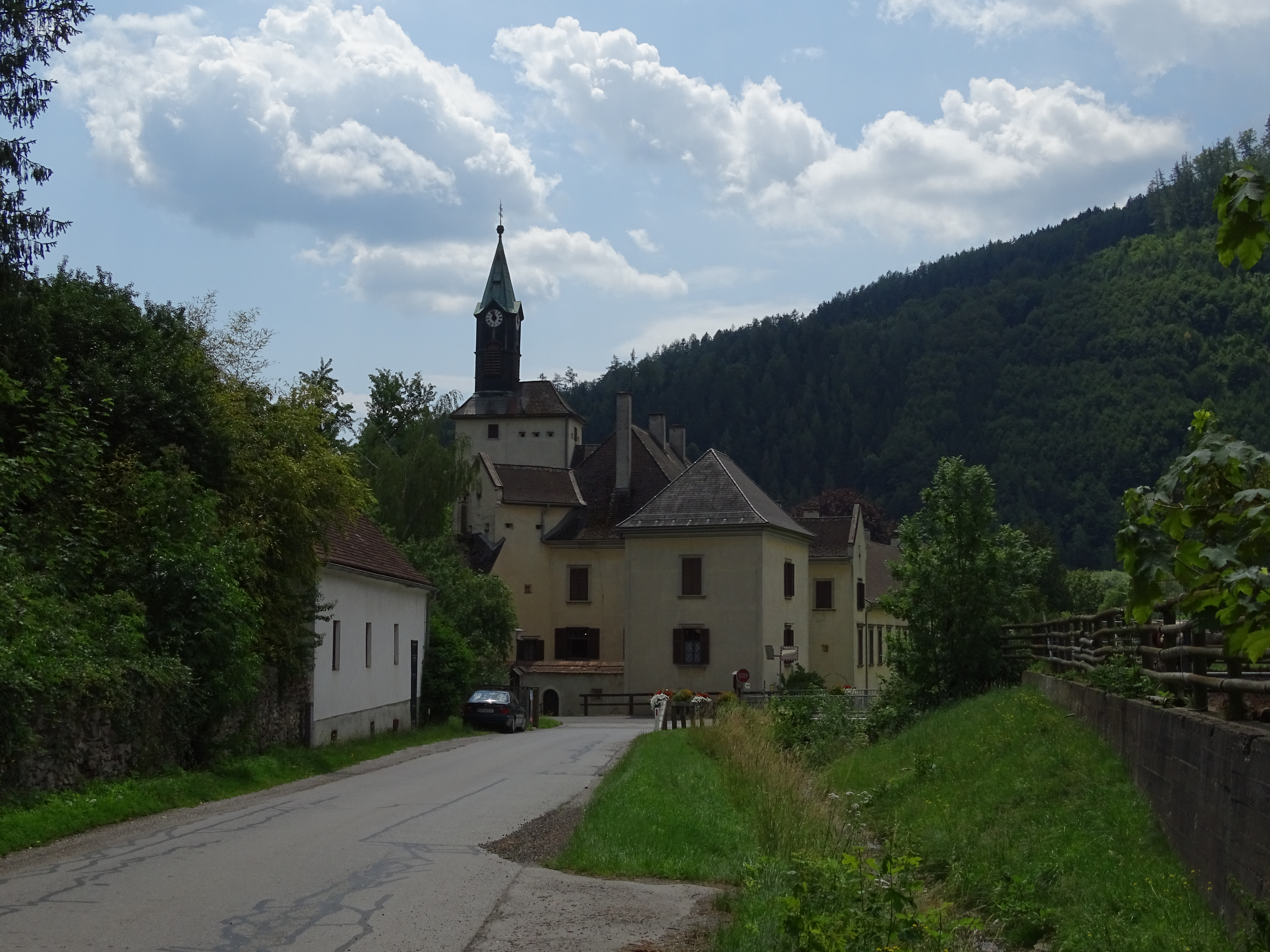
Nordseite, 2020

Da die Windischgraetz Protestanten waren, kam es in der Zeit der Gegenreformation zu etlichen Problemen mit dem streng katholischen Landesherrn. Protestanten wurden des Landes verwiesen, und es durfte niemand Mitglieder dieser Religionsgemeinschaft anstellen. Die Windischgraetz hatten aber in Waldstein einen evangelischen Lehrer namens Paulus Odontius beschäftigt, der trotz wiederholter Drohungen nicht weggeschickt wurde. Als im April 1602 ein Trupp schwerer Reiter Waldstein besetzte, wurden die Brüder Grafen Christoph und Friedrich Windischgraetz gemeinsam mit dem Lehrer gefangen genommen. Während die Besitzer von Waldstein nach Erlegen einer Geldbuße wieder heimkehren durften, verblieb Odontius in Haft, wurde zum Tod verurteilt, später aber zu einer Galeerenstrafe begnadigt. Auf dem Transport nach Triest gelang ihm die Flucht nach Sachsen, wo er dann seine Erinnerungen daran veröffentlichte. Interessant in diesem Zusammenhang ist, dass die Windischgraetz bis zum Jahr 1630 Eigentümer von Waldstein blieben. Sie scheinen die meiste Zeit auf einem Besitz in Niederösterreich gelebt zu haben und verkauften die Herrschaft Waldstein im Jahr 1630. Neuer Besitzer wurde Fürst Johann Ulrich von Eggenberg, in dessen Familie es über 80 Jahre verblieb.
Nachdem der letzte Fürst Johann Seyfried aus dem Geschlecht der Eggenberger 1713 gestorben war, ging der Besitz durch Heirat einer Tochter an Graf Johann Wilhelm von Sinzendorf. Der nächste Besitzer war Graf Franz Gottfried von Dietrichstein, der die Herrschaften Waldstein, Stübing und Rabenstein erwarb und in ein Fideikommiss einbrachte. Eine Nachkommin, Gräfin Julie Dietrichstein, ließ das Schloss grundlegend renovieren. Sie heiratete 1864 Prinz Carl von Oettingen-Wallerstein. Über ihren Sohn Moritz ging Waldstein im Erbweg an dessen einziges Kind, die Tochter Therese Maria, die 1910 die Frau Prinz Alfreds von Liechtenstein wurde. Einer der Söhne aus dieser Ehe heiratete Erzherzogin Elisabeth, die eine Tochter Kaiser Karls von Österreich war. Karls Witwe Zita hielt sich im Sommer häufig in Waldstein auf, um ihre Tochter und deren Familie zu besuchen.
1883 kam der spätere Physik-Nobelpreisträger Viktor Franz Hess als Sohn des damaligen Forstmeisters im Schloss zur Welt. Der österreichische Politiker Vincenz Liechtenstein wurde 1950 in Graz geboren und verstarb 2008 im Schloss Waldstein.

## Gestaltung
Das Schloss ist ein zweigeschoßiger Vierflügelbau um einen rechteckigen Hof. Die ursprünglich zum Teil freistehenden Ecktürme waren mit Wehrmauern verbunden und wurden bei späteren Umbauten in die Gebäudeteile miteingebunden. Der älteste Bestand ist der Gebäudekomplex im nördlichen Teil des Westtraktes, er ist zwei- und dreigeschoßig. Der Turm hat sechs Geschoße und wird von einem Walmdach mit Dachreiter bekrönt. Sein Dach war ursprünglich barock, es erhielt im Jahr 1927 die jetzige Form. An den Fenstern des Turmteils lassen sich noch Teile der spätgotischen Verstäbung erkennen. Der restliche West- und der Nordtrakt sowie der nördliche Teil des Osttrakts waren bis etwa 1565 fertiggestellt. Diesen Trakten wurden im Barock hofseitig zweigeschoßige Säulenarkaden vorgesetzt (an einem Kamin des Nordtraktes befindet sich die Jahreszahl 1667). Die Säulen der damals vermauerten Erdgeschoßarkaden verfügen über ionische Renaissance-Kapitelle, die jedoch in die Mauern eingestellt sind. In der ehemaligen zweischiffigen, sechsjochigen Wagenhalle mit Ranken- und Groteskenmalerei im Kreuzgratgewölbe stehen die Säulen frei. Das Westschiff wurde im Barock vorgesetzt. Der nach Süden anschließende Trakt sowie der Südtrakt wurden nach 1660 erbaut. Hofseitig befindet sich im Obergeschoß ein hölzerner Gang, sowie große Wandmalereifelder mit Hirschen und zwei ganzfigurige Darstellungen der Forstmeister Lorenz Gärber (1682) und Martin Danner (1696), die Georg Abraham Peichl schuf.
Im Stiegenaufgang zur Forstdirektion ist ein jüdischer Grabstein aus dem Jahr 1363 in die Wand eingelassen. Die Übersetzung der Inschrift lautet: „Hier ruhet begraben der ehrenfeste, in allen Geboten des Gesetzes wohl erfahrene und treu bewährte Rabbi Josua, ein Sohn des Isak. Er ist gestorben den 5. Tag des Monats Elul (im Jahre) 125 nach der kleinen Schreibart (nach unserer Zeitrechnung 23. August 1363). Möge er in Gesellschaft der Seligen wohnen“. In einigen wenigen Räumen des Schlosses befinden sich noch Teile der ursprünglichen Einrichtung, hauptsächlich Öfen; an drei Türen des Schlosses hat sich das Monogramm Fürst Johann Seyfrieds von Eggenberg erhalten.
Im Südtrakt des Schlosses befindet sich eine zweigeschoßige Kapelle mit dreiteiligem Oratorium, die zwischen 1750 und 1756 neu ausgestattet wurde. Spiegeldecke und Wände verfügen über reichen Rokokostuck in der Art des Heinrich Formentini. Der Hochaltar wurde (1753 bezeichnet) von F. Jos. Reich gefasst. Das Altarbild der Maria Immakulata stammt von Hans Adam Weissenkircher (um 1687), das darüber befindliche Gemälde der heiligen Dreifaltigkeit von Philipp C. Laubmann. Ihm wird auch der Architekturprospekt an beiden Seiten des Altars zugeschrieben. Die Seitenaltäre vom Beginn des 18. Jahrhunderts – der südliche ist dem heiligen Johann Nepomuk geweiht (B. Scheit pinx. grecens. 1752 bezeichnet), der nördliche dem heiligen Kajetan (desselben Malers) – wurden circa 50 Jahre später verändert. Joseph Schokotnigg schuf die weiß gefassten Statuen an allen Altären. Die barock gestimmte Orgel (1712) mit Flügeltüren und verzierten Pfeifen wurde 1955 restauriert. Im Osten schließt die Sakristei an, in der sich eine Lavabonische mit Stuckumrahmung (um 1700) befindet. Die Glocke datiert aus 1768. Seit 2005 befindet sich in der Kirche eine Reliquie des seligen Kaisers Karl I.
Im Hof steht eine Steinfigur der Muttergottes mit dem Jesuskind (Anfang 18. Jahrhunderts) aus Schloss Rabenstein. Nördlich des Schlosses befindet sich ein Gartenpavillon (aus der Zeit um 1663) mit Wandmalereien, die die Schöpfungsgeschichte zum Inhalt haben. Sie sind mit 1713 datiert. Weiter östlich steht der zweigeschoßige Schüttkasten mit Krüppelwalmdach, datiert 1608 und 1735.